# Aerocalexico
Aerocalexico je album američkog americana/indie rock sastava Calexico, objavljen 2001. u 2000 primjeraka i dostupan samo na njihovoj turneji iz te godine i službenoj internetskoj stranici.

## Pozadina
Aerocalexico je jedno u nizu izdanja koje je objavljivao sami sastav i čija je distribucija bila moguća samo na koncertima sastava na turneji iz 2001. Album se sastoji od pjesama, terenskih snimki i instrumentala, a snimljen je u Wavelab Studiu i domovima Joeyja Burnsa i Johna Convertina. Omot koji je dizajnirao Joey Burns inspiriran je radovima poljskog umjetnika Wiktora Gorke.

## Popis pjesama
| 1.    | »All the Pretty Horses«                                     | Burns, tradicionalna        | 4:02 |
| 2.    | »Blacktop«                                                  | Burns, Powell               | 1:16 |
| 3.    | »'64 Ford Fairlane«                                         | Convertino                  | 1:02 |
| 4.    | »Transistorites«                                            | Burns, Luca                 | 2:09 |
| 5.    | »Clothes Of Sand«                                           | Drake                       | 3:44 |
| 6.    | »Train Of Thought«                                          | Gelb                        | 0:29 |
| 7.    | »Redwood«                                                   | Niehaus                     | 0:44 |
| 8.    | »Gift X-Change«                                             | Burns                       | 3:10 |
| 9.    | »TV Room«                                                   | John Burns, Mike Burns      | 0:27 |
| 10.   | »Inch By Inch«                                              | Burns, Convertino           | 0:47 |
| 11.   | »Reverse Ranch«                                             | Burns                       | 0:46 |
| 12.   | »Crooked Road And The Briar«                                | Burns                       | 3:37 |
| 13.   | »Impromptu For Piano And Contrabass«                        | Convertino                  | 2:55 |
| 14.   | »6 White Horses«                                            | Gallagher, tradicionalna    | 0:28 |
| 15.   | »Sequoia«                                                   | Burns, Kuppersmith, McCombs | 6:68 |
| 16.   | »Crawlspace«                                                | Burns                       | 2:46 |
| 17.   | »Humano (Instrumental)«                                     | Goldfrapp                   | 4:48 |
| 18.   | »At The Table He Sat Alone With A Glass And Bottle Of Wine« | Convertino                  | 2:17 |
| 19.   | »AZ Room«                                                   | Burns                       | 0:25 |
| 20.   | »Bees And The Flies«                                        | tradicionalna               | 0:45 |
| 21.   | »Crystal Frontier (Original Version)«                       | Burns                       | 4:16 |
| 22.   | »Hush A-Bye«                                                | Burns, Convertino           | 1:44 |
| 23.   | »Singing Wind Ranch«                                        | McIntyre                    | 6:04 |
| 56:26 |                                                             |                             |      |

## Osoblje
- John Convertino - vibrafon, marimba, bubnjevi, perkusije
- Joey Burns - kontrabas, čelo, slide gitara, gitare, rollbar beat
- Tim Gallagher - pedal steel
- Craig Schumacher i Nick Luca - mikseri i snimatelji

## Recenzije
John Schacht s All Musica ocijenio je kolekciju snimki vrlo pozitivno i dao joj četiri od pet zvjezdica: "Ovo je jedna od boljih nepovezanih kolekcija na koje ćete naletjeti od bilo kojeg sastava - s jednom ili dvije vokalne pjesme, te pregršt njihova zaštitnog mariachi-surf-Ennio Morricone zvuka; ovaj disk ne razlikuje se od službenih izdanja sastava i vjerojatno je jednako dobar."

## Vanjske poveznice
- Albumi Calexica